# If... (пісня Tohoshinki)
«If…!? / Rainy Night (Junsu from 東方神起)» — 19-й японський сингл Tohoshinki, випущений 27 лютого 2008 року. Сингл є третьою частиною пісні «TRICK» в альбомі T. Цей сингл, серед інших синглів проєкту TRICK, найдовше протримався у чарті Oricon, а продажі досягли 32939 копій за 29 тижнів.

## Список композицій
1. «If…!?»
2. «Rainy Night» (Junsu from 東方神起)
3. «If…!?» (Less Vocal)
4. «Rainy Night» (Less Vocal) (Junsu from 東方神起)

## Історія релізу
| Країна         | Дата           |
| -------------- | -------------- |
| Японія         | 27 лютого 2008 |
| Південна Корея | 27 лютого 2008 |

## Чарти

### Чарт Oricon (Японія)
| Чарт                                        | Найвища позиція | Продажі |
| ------------------------------------------- | --------------- | ------- |
| Oricon Daily Singles Chart (27 лютого 2008) | 5               |         |
| Oricon Weekly Singles Chart (1 тиждень)     | 12              | 18,689  |
| Oricon Monthly Singles Chart (лютий)        | 30              |         |
| Oricon Yearly Singles Chart (2008)          | 286             | 25,702  |

### Чарт іноземних альбомів та синглів Korea Top 20
| Реліз          | Чарт                   | Найвища позиція | Продажі |
| -------------- | ---------------------- | --------------- | ------- |
| 27 лютого 2008 | February Monthly Chart | 1               | 9,900   |
| 27 лютого 2008 | March Monthly Chart    | 9               | 2,546   |